# Кастело (Бергамо)
Кастело (итал. Castello) је насеље у Италији у округу Бергамо, региону Ломбардија.
Према процени из 2011. у насељу је живело 80 становника. Насеље се налази на надморској висини од 821 м.